# Erin Mouré
Erin Mouré (Calgary, Alberta, 1955) és una poeta i traductora de poesia en francés, gallecportugués i espanyol a l'anglés. Ha estat guardonada amb diferents premis.

## Primers anys
La seua mare, Mary Irene, nasqué el 1924 en el que hui es coneix com la Ucraïna occidental i emigrà al Canadà el 1929. Son pare, William Mouré, nasqué a Ottawa, Ontario, el 1925 i era besnet del pintor George Théodore Berthon. Erín Mouré té dos germans menors, Ken i Bill.
El 1975, Erin Mouré es traslladà a Vancouver, on rebé classes de filosofia en la Universitat de Colúmbia Britànica. Després d'un any de classes, deixà la universitat i treballà en Via Rail Canada; va continuar escrivint poesia, i va aprendre francés. Aprengué gallec per a poder traduir la poesia de Chus Pato.
Continua vivint a Mont-real, Canadà.

## Escriptura i estil
Segons una entrevista de principis de la dècada dels 1990, Mouré té quatre influències principals que la feren convertir-se en escriptora: "Paisatges formats per cotxes, la seua mare anant a treballar, la seua mare ensenyant-li a llegir i, d'alguna manera, perdre el seu sentit del tacte."
Sobre la seua obra més recent, Melissa Jacques escriu: "La poesia d'Erin Mouré és fragmentada, metacrítica i explícitament desconstructiva. Barrejant gent corrent i esdeveniments quotidians amb dilemes filosòfics complexos i a voltes irresolubles, Mouré repta les normes d'accessibilitat i el seny. No sorprén que el seu treball trobe una resposta mixta. Sovint la complexitat i alienadora natura de l'escriptura presenta problemes per als crítics, fins i tot entre els defensors de Mouré, el problema de l'accessibilitat i l'eficàcia política hi són temes recurrents."
Mouré fou nominada, i ha guanyat, molts premis per la seua obra creativa i la traducció; entre aquests, el Premi Pat Lowther Memorial, el Premi del Governador General a la poesia i el Premi A. M. Klein de Poesia.
El seu nou poemari, The Elements, es va publicar el 2019.

## Premis i distincions
- 1988 Premis del Governador General per a poesia per l'obra Furiós.
- Premi al millor llibre traduït 2014, poesia, preselecció per a White Piano per Nicole Brossard, del francés[7]
- Griffin Poetry Prize biografia[8]
- 2017 Universitat Harvard WPR 2017 Comunitat creativa, Ressonància, un modernisme, amb Erin Moure[9]

## Obres de poesia
- Empire, York Street - 1979 (nominat per al Premi del Governador General)
- La vigília del whisky - 1981
- Wanted Alive - 1983
- Domestic Fuel - 1985 (guanyador del Premi Pat Lowther)
- Furious - 1988 (guanyador del Premi del Governador General de 1988 per a poesia)
- WSW - 1989 (guanyador del Premi AM Klein de Poesia)
- Sheepish Beauty, Civilian Love - 1992
- The Green Word: Selected Poems: 1973–1992 - 1994
- Search Procedures - 1996 (nominat per al Premi del Governador General)
- A Frame of the Book - 1999
- Pillage Laud - 1999, reeditat 2011
- O Cidadán - 2002 (nominat per al Premi del Governador General)
- Petits teatres - 2005 (guanyador del Premi AM Klein de Poesia, nominat per a un Premi del Governador General, nominat per al Premi Pat Lowther, preseleccionat per al Premi Canadenc de Poesia Griffin 2006)
- O Cadoiro - 2007
- Expedicions d'una Chimera (col·laboració amb Oana Avasilichioaei) - 2009 (preseleccionat per al Premi Klein de Poesia 2011 A. M.)
- O Resplandor - 2010 (preseleccionat per al Premi Klein 2011 de Poesia)
- The Unmemntioable - 2012
- Insecession, un llibre compartit amb Secessin de Chus Pato - 2014
- Kapusta - 2015
- The Elements - 2019

## Traduccions d'altres idiomes
- Instal·lacions - 2000, traducció del francés amb Robert Majzels de Installations de Nicole Brossard
- Sheep's Vigil by a Fervent Person, traducció del portugués de Fernando Pessoa / O Guardador de Rebanhos d'Alberto Caeiro - 2001 (preseleccionat per al Premi Canadenc de Poesia Griffin 2002)
- Museum of Bone and Water - 2003, traducció del francés amb Robert Majzels de Musée de l'os et de l'eau de Nicole Brossard
- Quadern de roses i civilització - 2007, traducció del francés amb Robert Majzels de Cahier de roses & de civilization de Nicole Brossard (nominada per al Premi del Governador General; preseleccionada per al Premi Canadenc de Poesia Griffin 2008)
- Charenton - 2007, traducció del gallec de Charenton de Chus Pato
- Quase Flanders, Quase Extremadura - 2008, traducció a l'espanyol d'extractes de la poesia d'Andrés Ajens
- m-Talá - 2009, traducció del gallec de m-Talá de Chus Pato
- Hordes d'escriptura - 2011, traducció del gallec d'Hordas de escritura de Chus Pato
- Just Like Her - 2011, traducció del francés de Tout come elle de Louise Dupré
- White Piano - 2013, traducció amb Robert Majzels del francés del Piano Blanc de Nicole Brossard
- Les cançons gallegues - 2013, traducció del gallec de Cantares gallegos de Rosalía de Castro
- La secessió - 2014, traducció del gallec de Secessió de Chus Pato
- Carn de Leviatan - 2016, traducció del gallec de Carne de Leviatán de Chus Pato
- New Leaves - 2016, traducció del gallec de Follas novas de Rosalía de Castro
- My Dinosaur - 2016, traducció del francés del Mon dinosaure de François Turcot

## Assaigs i altres
- Dues dones parlant: correspondència 1985–1987 - 1994 (amb Bronwen Wallace)
- My Beloved Wager essays - 2009